# Мракетинци
Мракетинци е село в Западна България. То се намира в община Трън, област Перник. Наименованието на селото вероятно идва от личното име Мракѐта - произлизащо от думите - мрак, мрака, мрако, тъмен, черен. Допуска се че името може и да произлиза от мракам - със значение "тормозя/хуля/рева като вол". 

## География
Село Мракетинци се намира в планински район.

## История
В документ от 1878 г. селото е отбелязано като Мракетници.

## Културни и природни забележителности
Селото с това звучно име Мракетинци е изходен пункт за пещерата Здравчи камък (позната също като Орлово гнездо). Пещерата е малка и до нея се достига по черен път, който по-нататък преминава в стръмна горска пътечка, а накрая на височина около 10 м става и самото изкачване до входа на пещерата. От самата пещера се разкрива красива панорама към Драговски камък и Завалската планина.